# 島田昌典
島田 昌典（しまだ まさのり、1961年11月3日 - ）は、日本の音楽プロデューサー、編曲家、キーボーディスト。大阪府生まれ。キューブ所属。

## 人物
aiko、YUKI、いきものがかり、秦基博など数多くのアーティストの楽曲のプロデュースやアレンジ等を手掛ける、現在のJ-POPシーンを代表する音楽プロデューサー。なかでもボーカル入りのバンド・サウンドを得意とする。
根っからの音楽好きであり音楽職人。楽器の演奏家というだけではなく収集家でもあり、“新しい音”を求めて自身のプライベート・スタジオ「GreatStudio」に鍵盤楽器をはじめギター、ベースなど数々のヴィンテージ楽器からアウトボード類、そして録音機材までこだわりの機材を揃え、独特なサウンドを生み出している（特に復刻版メロトロンは島田サウンドには必須のアイテム）。自身のルーツともいえるビートルズからのブリティッシュ・ロック、サイケデリック・ミュージック、バンド・サウンド、アメリカのルーツ・ミュージック、ストリングス・アレンジなど、幅広い音楽から受けた影響を自身のフィルターにかけて融合する「ひとひねりある」ポップサウンドは、アーティストからの厚い支持を得ている。

## 来歴
※オフィシャルサイトのプロフィール等を参照。
小学校入学後、5年間ピアノを習う。小学4年生の時、近所の中学生から聴かされたビートルズに衝撃を受ける。中学へ上がると共にピアノレッスンを止め、友人と始めたオープンリールとカセットデッキによる多重録音に夢中になる。それから高校時代まで、洋楽やフォークソングのカヴァー、オリジナル曲作り、さらにブラスバンドでユーフォニアムを担当するなどの音楽生活を送る。そしてこの時期、レコーディングに興味を抱くようになる。大学では軽音楽部に入り、当時大ブームだったジャズ・フュージョンの洗礼を受ける。
その後、「ナニワエキスプレス」の青柳誠にピアノを師事、同じく「ナニワエキスプレス」の清水興率いる「HUMAN SOUL」に参加。関西をベースに、キーボーディストとして自身のバンドやセッションワーク、アーティストサポート等の仕事を始め、22歳の時にピアノトリオの演奏で初めてギャランティーを受け取る。
1990年、関西テレビ放送のライブ・セッション番組「夢の乱入者」にレギュラー出演。ギタリストの渡辺香津美と出会い、「夢の乱入者」バンドを結成。メンバーは渡辺香津美、清水興（ベース）、東原力哉（ドラムス）、島田昌典（キーボード）の4人。1997年の番組終了まで、このバンドを通して数々のアーティストとのセッションを体験する。
1991年、自身のユニットでソニー・ミュージックオーディションでグランプリを受賞。これを機に東京へ活動拠点を移し、様々なセッションに参加。アーティストのサポートを始める。
1993年、渡辺香津美バンド「Resonance Vox」に参加。メンバーは渡辺香津美、東原力哉（ドラムス）、バカボン鈴木（ベース）、ヤヒロトモヒロ（パーカッション）。
同年、円広志「ハートスランプ二人ぼっち」の再収録に、キーボーディストとして参加。2022年現在も「探偵!ナイトスクープ」のオープニング、エンディング曲として使用されている。
1995年、ムーンライダーズのギタリスト白井良明のプロジェクト「Surf Trip」（白井良明（ギター）、スカパラホーンズ、佐藤研二（ベース）、香取良彦（ヴィブラフォン）、ジミー橋爪（ドラムス））にキーボーディストとして参加。以後、白井の数々のスタジオワークにも参加するようになる。この時期、演奏活動と平行してアレンジの面白さに目覚め、CMやアーティストの編曲を始める。
1997年、aikoのインディーズ・アルバム2枚の音楽プロデュースを担当。メジャー・デビュー後も音楽プロデューサーとして多くの楽曲に関わる。
2001年、白井良明命名による自宅スタジオ「Great Studio」が竣工。
2009年7月13日、音霊 OTODAMA SEA STUDIO （神奈川県/逗子海岸）にて、いきものがかりと秦基博が一夜限りのスペシャル・ライヴ「島田会」を開催。イベントのきっかけは、両アーティストが共に敬愛する島田を囲んでの食事会「島田会」での会話が盛り上がったことから。
2012年、オーガスタキャンプに参加。
2014年、自身のプロデュース・編曲楽曲を収録したコンピレーション・アルバム『島田印』をアリオラジャパンから発売。
2022年、aikoのファンクラブ限定ライブツアー「LoveLikeRockLimited Vol.2」に、キーボーディストとして佐藤達哉とのダブル編成で参加。8月20日の大阪公演では、約30年ぶりに「ハートスランプ二人ぼっち」をaikoのボーカルで披露し、「約30年ぶりに演奏した」と語った。

## 主なプロデュース・アレンジを担ったアーティスト
- aiko
- 赤い公園
- 阿部芙蓉美
- アンダーグラフ
- いきものがかり
- 石嶺聡子
- 井出綾香
- 岩沢二弓
- 大木彩乃
- おおたえみり
- 岡野宏典
- 岡本真夜
- 奥華子
- カサリンチュ
- 片平里菜
- COLOR
- カラーボトル
- 河村隆一
- Goodbye holiday
- 黒赤ちゃん
- ケラケラ
- 小池徹平
- 小泉今日子
- CODE-V
- コアラモード.
- こながやひろみ
- 近藤晃央
- 沢井美空
- SunSet Swish
- JUJU
- スガシカオ
- スキップカウズ
- 鈴木雅之
- STARDUST REVUE
- 高橋瞳
- 高橋優
- chay
- Chage
- CHARA
- チュール
- TOKIO
- 中川翔子
- 中森明菜
- 新山詩織
- NIKIIE
- N.U.
- ねごと
- Violent is Savanna
- 秦基博
- back number
- HAPPY BIRTHDAY
- 馬場俊英
- ひいらぎ
- 広末涼子
- FUNKY MONKEY BABYS
  - ファンキー加藤
- FLOW
- ベリーグッドマン
- MACO
- 真心ブラザーズ
  - YO-KING
- 松田聖子
- Michelle143
- メレンゲ
- 森恵
- 矢井田瞳
- 柳田久美子
- 矢野絢子
- 山崎あおい
- 山下久美子
- YUKI
- ユナ
- 吉田山田
- Rihwa
- Little Glee Monster
- little by little
- wacci